# Liste der Gedenktafeln in Berlin-Mahlsdorf
Die Liste der Gedenktafeln in Berlin-Mahlsdorf enthält die Namen, Standorte und, soweit bekannt, das Datum der Enthüllung von Gedenktafeln.
Die Liste ist nicht vollständig.

## Mahlsdorf
| Bild | Name                                                                    | Standort          | Datum der Enthüllung |
| ---- | ----------------------------------------------------------------------- | ----------------- | -------------------- |
|      | Familie Guthmann                                                        | Lemkestraße 156   |                      |
|      | Kirchhof Mahlsdorf – Otto Anders                                        | Hönower Straße 13 |                      |
|      | Kirchhof Mahlsdorf – Carl Julius Gustav Bausdorf                        | Hönower Straße 13 |                      |
|      | Kirchhof Mahlsdorf – Wilhelm Buchholz                                   | Hönower Straße 13 |                      |
|      | Kirchhof Mahlsdorf – Josef Gobes                                        | Hönower Straße 13 |                      |
|      | Kirchhof Mahlsdorf – Hermann Götze                                      | Hönower Straße 13 |                      |
|      | Kirchhof Mahlsdorf – Wilhelm Götze                                      | Hönower Straße 13 |                      |
|      | Kirchhof Mahlsdorf – Ernst Julius Hermann Grunow                        | Hönower Straße 13 |                      |
|      | Kirchhof Mahlsdorf – Otto Karl                                          | Hönower Straße 13 |                      |
|      | Kirchhof Mahlsdorf – Gustav August Gottfried Lange                      | Hönower Straße 13 |                      |
|      | Kirchhof Mahlsdorf – Johannes Paul Friedrich Rohrlach                   | Hönower Straße 13 |                      |
|      | Kirchhof Mahlsdorf – Hermann Schrobsdorff                               | Hönower Straße 13 |                      |
|      | Kirchhof Mahlsdorf – Hermann Schrobsdorff                               | Hönower Straße 13 |                      |
|      | Kirchhof Mahlsdorf – Wilhelm Tegelitz                                   | Hönower Straße 13 |                      |
|      | Kirchhof Mahlsdorf – Wilhelm Toussaint                                  | Hönower Straße 13 |                      |
|      | Kirchhof Mahlsdorf – Hermann Wille                                      | Hönower Straße 13 |                      |
|      | Kurt Schwaen                                                            | Wacholderheide 31 |                      |
|      | Widerstandskämpfer – Johann Przybilla, Karl Vesper und Arthur Weisbrodt | Hummelstraße 7    |                      |